# Lietuvos geležinkeliai

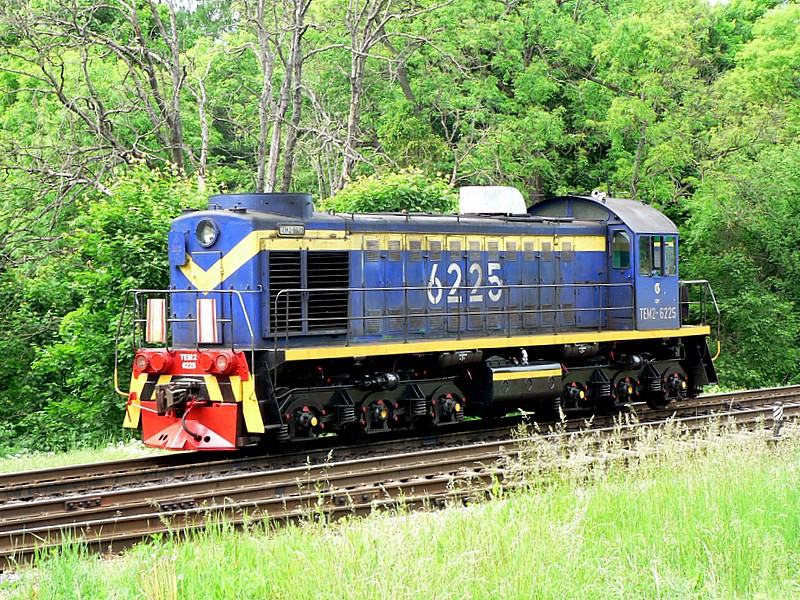
TEM2 diesellocomotief van Lietuvos geležinkeliai bij Kėdainiai

Lietuvos geležinkeliai, LG is het nationale spoorwegbedrijf van Litouwen. Dit staatsbedrijf verzorgt al het railtransport in het land. LG's hoofdnetwerk is breedspoor (1524 mm).

## Spoorlijnen
1520mm-breedspoor:
- Kužiai – Kretinga 127 km
- Naujoji Vilnia – Vilnius – Kaunas 113 km (geëlektrificeerd)
- Naujoji Vilnia – Kena – 27 km tot staatsgrens
- Vilnius – Šalčininkai – 45 km tot staatsgrens
- Naujoji Vilnia – Turmantas – 139 km tot staatsgrens
- Lentvaris – Marcinkonys – 107 km tot staatsgrens (geëlektrificeerd tot Senieji Trakai)
- Senieji Trakai – Trakai 9 km (geëlektrificeerd)
- Kaunas – Kybartai – 94 km tot staatsgrens
- Kazlų Rūda – Alytus 103 km
- Palemonas – Gaižiūnai 25 km
- Linkaičiai – Šapeliai – 156 km tot staatsgrens
- Šiauliai – Joniškis – 60 km tot staatsgrens
- Kužiai – Mažeikiai 63 km
- Kretinga – Skuodas – 48 km tot staatsgrens
- Radviliškis – Pagėgiai 143 km
- Kretinga – Klaipėda – Pagėgiai – 115 km tot staatsgrens
- Švenčionėliai – Utena 59 km
- Rimkai – Draugystė 3 km
- Kaišiadorys – Radviliškis – Kužiai 161 km

1435mm-normaalspoor:
- Šeštokai – Mockava – 21,8 km tot staatsgrens (van Šeštokai tot Mockava ligt strengelspoor, zodat zowel op normaalspoor als op breedspoor kan worden gereden).